# 川上真樹
川上真樹，日本漫畫家、插畫家。

## 主要作品

### 連載
- 上村優香同學這麼說。（日语：クラスメート、上村ユウカはこう言った。）（《GANGAN ONLINE》，史克威爾艾尼克斯，全6冊，原作：櫻井慎）尖端出版
- 魔王（《月刊Comic Alive》連載中，KADOKAWA／Media Factory，已發行4冊）
- 不相信人類的冒險者們好像要去拯救世界（ComicWalker連載中，KADOKAWA，已發行5冊，原作：富士伸太）

### 短篇
- 男子高校生幸（《男子高中生的日常官方同人選集》，史克威爾艾尼克斯，原作：山内泰延）

## 插圖
- 電視動畫 我不受歡迎，怎麼想都是你們的錯！（第4話片尾插圖）

## 外部連結
- 川上真樹的X（前Twitter） （日語）
- （日語）
- 「川上真樹」的Profile［pixiv］ （页面存档备份，存于） （日語）